# Grevillea prasina
Grevillea prasina är en tvåhjärtbladig växtart som beskrevs av Mcgill.. Grevillea prasina ingår i släktet Grevillea och familjen Proteaceae. Inga underarter finns listade i Catalogue of Life.